# بهزاد فروهری
بهزاد فروهری (زادهٔ ۲۹ خرداد ۱۳۲۹ در رشت) موسیقی‌دان و نوازندهٔ نی اهل ایران است.

## زندگی هنری
بهزاد فروهری ۲۹ خرداد سال ۱۳۲۹ در شهر رشت متولد شد. از کودکی به موسیقی گرایش داشت و با شنیدن آثار و صدای ساز «حسن کسایی» از رادیو ساز «نی» را برگزید و از ۱۲ سالگی به تمرین پرداخت. پس از آن نزد حسن کسایی نواختن این ساز را آغاز نمود. او ردیف موسیقی ایرانی را نزد «جلیل شهناز»، «علی‌اصغر بهاری»، «داریوش صفوت» و «محمود کریمی» و نت‌خوانی و سلفژ را نزد «مصطفی کمال پورتراب» آموخت. وی تحصیلات موسیقی خود را در هنرکدهٔ موسیقی ملی و سپس دانشگاه هنر به پایان برد. او همچنین در رشتهٔ مهندسی ماشین‌سازی نیز تحصیل کرد و ۱۵ سال در هنرستان‌های صنعتی تهران و انستیتو تکنولوژی به تدریس پرداخت. وی از سال ۱۳۵۳ همکاری خود را با رادیو آغاز نمود و با هنرمندانی نظیر «جلیل شهناز»، «علی‌اصغر بهاری»، «امیرناصر افتتاح» و «محمدرضا شجریان» به اجرای برنامه پرداخت. او از سال ۱۳۵۵ در مرکز حفظ و اشاعه موسیقی ایران به تدریس و تحقیق مشغول شد. وی کنسرت‌های گروهی و انفرادی در کشورهایی نظیر: چین، ژاپن، کره جنوبی، یونان، هلند، آمریکا و کانادا برگزار نموده‌است.

## آثار هنری
از جمله آثار هنری که بهزاد فروهری در آن‌ها حضور داشته به موارد زیر می‌توان اشاره نمود:
- «آهنگ وفا» به خوانندگی محمدرضا شجریان[۵]
- «آرام جان» به خوانندگی محمدرضا شجریان[۶]
- «شب٬ سکوت٬ کویر» به آهنگسازی کیهان کلهر و خوانندگی محمدرضا شجریان[۷]
- «گلاریژان» به آهنگسازی علی‌اکبر مرادی و خوانندگی بیژن کامکار[۸]
- «آوای باران» به آهنگسازی تهمورس پورناظری و خوانندگی بیژن کامکار[۹]
- «شکوفه‌های جاویدان» به آهنگسازی ابوالحسن صبا و محمدجلیل عندلیبی و خوانندگی شاپور رحیمی[۱۰]
- «شکوفه اشک» به آهنگسازی احمدعلی راغب و خوانندگی مرتضی محمدی[۱۱]
- «چشم براه» به آهنگسازی عطاء الله جنگوک و خوانندگی شهرام ناظری[۱۲]
- «چشمه ساران» به آهنگسازی حسین فرهادپور و خوانندگی بهرام باجلان[۱۳]
- «نگاه آسمانی» به آهنگسازی همایون رحیمیان و خوانندگی حسام‌الدین سراج[۱۴]
- «قسم» به آهنگسازی محمدجلیل عندلیبی و خوانندگی کامیا بهزاد[۱۵]
- «نرگس مست» به خوانندگی حسام‌الدین سراج[۱۶]
- «کردانه» به آهنگسازی علی‌اکبر مرادی» و خوانندگی پروین نمازی[۱۷]
- «مثنوی موسی و شبان» به آهنگسازی جلال ذوالفنون و خوانندگی شهرام ناظری[۱۸]
- «وداع ۱ و ۲» به آهنگسازی سیدمحمد میرزمانی و خوانندگی حسام‌الدین سراج[۱۹]
- «راز گل» به خوانندگی علیرضا افتخاری
- «امان از جدایی» به آهنگسازی محمدجلیل عندلیبی و خوانندگی علیرضا افتخاری[۲۰]
- «کنسرت راست‌پنجگاه ۱ و ۲» به آهنگسازی پرویز مشکاتیان و خوانندگی ایرج بسطامی[۲۱]

آلبوم‌های مستقل
- «آتش و نی»[۲۲]
- «یاسمن»[۲۳]
- «ناله دشت»[۲۴]
- «راز عشق»[۲۵]
- «نوای نی»[۲۶]
- «آوای بهشت»[۲۷]
- «پرستوی دل»[۲۸]
- «تمبک و نی» به همراه محمود فرهمند[۲۹]

## افتخارات
- مقام اول ردیف میرزا عبدالله را در رشتهٔ نی در دومین آزمون باربد ۱۳۵۷[۴][۲]
- لوح تقدیر از فستیوال جاده ابریشم ژاپن ۱۹۸۹[۴][۲]
- برندهٔ مجسمه و کتیبه طلایی در فستیوال بین‌المللی کره جنوبی در سئول ۱۹۹۶[۴][۲]
- برندهٔ نشان بلوری از جامعه سمفونی Daytona Beach فلوریدا ۲۰۰۱[۴][۲]